# Federico Correa
Federico Correa Ruiz, a veces escrito Federico de Correa o, en catalán, Frederic de Correa (Barcelona, 7 de abril de 1924-ibídem, 19 de octubre de 2020) fue un arquitecto español, titulado en Barcelona en 1953. Trabajó asociado a Alfons Milà.

## Biografía
Profesor en la Escuela Técnica Superior de Arquitectura de Barcelona (1959-1966), en 1977 obtuvo la cátedra de Proyectos, y desde 1967 fue también profesor de la Escuela EINA. Entre su obra destacan: el proyecto ETADE, Barcelona (1962); el restaurante Reno, Barcelona (1962); la fábrica Montesa, Esplugas de Llobregat (1963); la fábrica Godó i Trias, Hospitalet de Llobregat; casa de pisos en la Diagonal de Barcelona (1969); la Talaia de Barcelona (1972, premio FAD de Arquitectura). Colaboró en el proyecto del Anillo Olímpico de Barcelona (1984), siendo uno de los restauradores del Estadio Olímpico Lluís Companys, y ha diseñado la nueva sede de la Diputación de Barcelona.

## Obra
- 1955 Casa Villavecchia (Cadaqués)

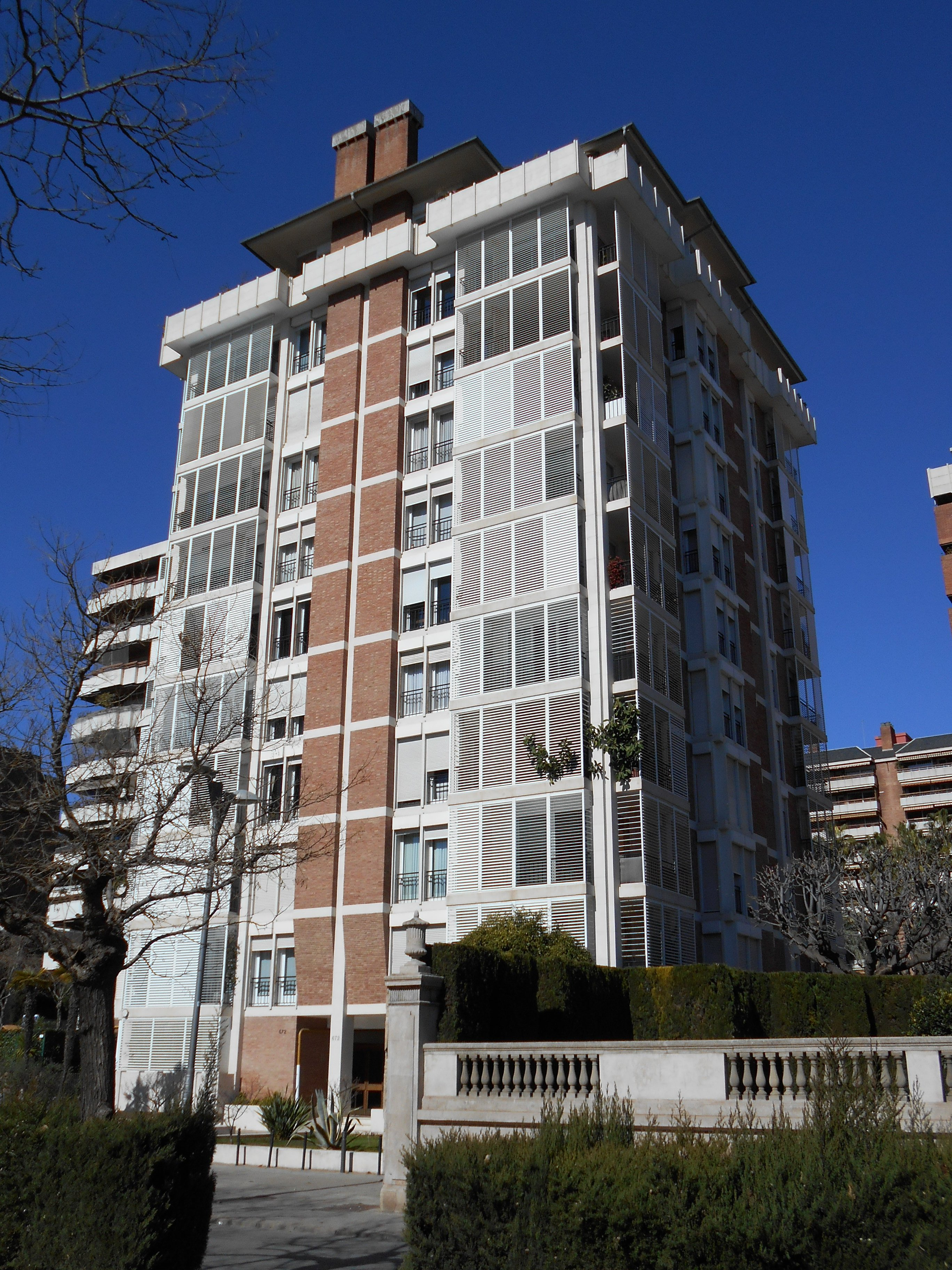
Edificio Monitor (1968-1970), de Federico Correa y Alfons Milà

- 1958 Casa en Esplugas (Esplugas de Llobregat)
- 1959 Agencia de la Caixa d'Estalvis de Catalunya (Barcelona)
- 1961 Restaurante Reno (Barcelona)
- 1962 Casa Rumeu (Cadaqués)
- 1962 Proyecto ETADE (Barcelona)
- 1963 Casa Correa (Cadaqués)
- 1963 Fábrica Montesa (Esplugas de Llobregat)
- 1963-64 Fábrica Godó i Trias (Hospitalet de Llobregat)
- 1964 Casa Milà (Esplugas de Llobregat)
- 1966-70 Torre "La Talaia" (Barcelona) (con José Luis Sanz)
- 1968-70 Edificio Monitor (Barcelona)
- 1969 Tienda Olivetti (Badalona)
- 1970 Restaurante Flash-Flash (Barcelona)
- 1972 Oficinas Medir i Ferrer (Barcelona)
- 1972 Vestíbulo y Oficinas de la Fábrica Oasis (Martorell)
- 1973 Tienda Furest (Avenida Pau Casals) (Barcelona)
- 1973 Local Social del Club Golf del Prat (El Prat de Llobregat)
- 1973 Oficinas Uniland (Barcelona)
- 1974 Restaurante Il Giardinetto (Barcelona)
- 1975 Local Social del Club Tenis Barcelona (Barcelona)
- 1976 Tienda Furest (Avenida Diagonal) (Barcelona)
- 1978 Banca Masaveu (Barcelona)
- 1980 Restaurante Set Portes (Barcelona)
- 1981 Reforma de la Plaza Real (Barcelona)
- 1982-89 Edificio Habitat (Metro-3) (Barcelona)
- 1983 Casa Ruffini ,Sariera , Girona
- 1985-87 Casa Serra, Diputación de Barcelona (Barcelona) (con Francesc Ribas y Javier Garrido)
- 1985-92 Plan General del Anillo Olímpico de Montjuic (Barcelona)
- 1986-89 Estadio Olímpico Lluís Companys (Barcelona) (con Vittorio Gregotti, Carles Buxadé y Joan Margarit)
- 1989-92 Edificio de Viviendas Juan de Austria (Barcelona)
- 1997-02 Museo Episcopal de Vich (MEV) (Vich)
- 2006- Banco Hispano Colonial (Barcelona)